# Aróstegui
Aróstegui (Aroztegi en euskera y oficialmente Aroztegi / Aróstegui) es una localidad española y un concejo de la Comunidad Foral de Navarra perteneciente al municipio de Atez. 
Está situado en la Merindad de Pamplona, en la comarca de Ulzama, y a 19 km de la capital de la comunidad, Pamplona. Su población en 2014 fue de 39 habitantes (INE), su superficie es de 2,008 km² y su densidad de población de 19,42 hab/km².

## Geografía física

### Situación
La localidad de Aróstegui está situada en la parte oriental del municipio de Atez a una altitud de 665 m s. n. m. Su término concejil tiene una superficie de 2,008 km² y limita al norte con el concejo de Gorronz-Olano en el municipio de Ulzama); al este con los de Guelbenzu y Gascue ambos en el municipio de Odieta; al sur con el término de Eguaras y al oeste con el concejo de Erice.
|              | Norte: Gorronz-Olano (Ulzama) |                                            |
| Oeste: Erice |                               | Este: Guelbenzu y Gascue (ambos en Odieta) |
|              | Sur: Eguaras                  |                                            |

## Demografía

### Evolución de la población
| Gráfica de evolución demográfica de Aróstegui entre 2000 y 2010 |
|                                                                 |
| Datos según el nomenclátor publicado por el INE.                |